# Calyptra centralitalica
Calyptra centralitalica är en fjärilsart som beskrevs av Franz Dannehl 1925. Calyptra centralitalica ingår i släktet Calyptra och familjen nattflyn. Inga underarter finns listade i Catalogue of Life.